# Stetten (Haut-Rhin)
Stetten ist eine französische Gemeinde mit 336 Einwohnern (Stand 1. Januar 2022) im Département Haut-Rhin in der Region Grand Est (bis 2015 Elsass). Sie gehört zum Kanton Brunstatt-Didenheim und zum Gemeindeverband Saint-Louis Agglomération.

## Geografie
Die Gemeinde Stetten im Sundgau liegt etwa in der Mitte zwischen den Städten Basel, Mülhausen und Altkirch.
Nachbargemeinden von Stetten sind Uffheim im Norden, Kappelen im Osten und Südosten, Helfrantzkirch im Südwesten, Magstatt-le-Haut im Westen sowie Magstatt-le-Bas im Nordwesten.

## Geschichte
Archäologische Funde, die sich heute im Historischen Museum in Mülhausen befinden, zeugen von einer Siedlung am Ruetchyberg. Auf 5300 vor Christus datiert, gehören sie zu den ältesten Zeugnissen einer bäuerlichen Kultur in Mitteleuropa.
Unter dem Namen Eistatis gibt es im Jahr 736 eine erste Erwähnung dieser Ortschaft. Die Fürstabtei Murbach, das Kloster Einsiedeln und später die Basler Verwaltung hatten Besitzungen im Bann von Stetten. Stetten befand sich wie die umliegenden Dörfer lange in der Lehensherrschaft von Landser. Nach der Herrschaft der Habsburger kam Stetten nach 1648 in den Machtbereich der französischen Könige.

## Partnerstadt
Seit 1982 besteht eine Jumelage mit Stetten (Hechingen).

## Bevölkerungsentwicklung
| Jahr      | 1962 | 1968 | 1975 | 1982 | 1990 | 1999 | 2006 | 2016 |
| Einwohner | 233  | 176  | 191  | 200  | 214  | 248  | 299  | 340  |

## Wappen
Schlüssel und Schwert sind die Insignien von Petrus und Paulus, den Schutzheiligen der Stettener Kirche. Rot und Gold sind die Habsburger Farben. Die zwei Raben auf goldenem Grund gehen auf das Wappen der Abtei Einsiedeln zurück.

## Sehenswürdigkeiten
Die Kirche St. Peter und Paul besteht aus dem mittelalterlichen Chorturm mit Satteldach, Eckquadern und gotischen Schallöffnungen und dem 1700 neu aufgebauten Schiff. 
Das Rathausgebäude (Mairie), das früher auch die Schule beherbergte, entstand 1889.
Im Gewann Großholz die über 400 Jahre alte Tafeleiche (Chêne Tafelbaum).

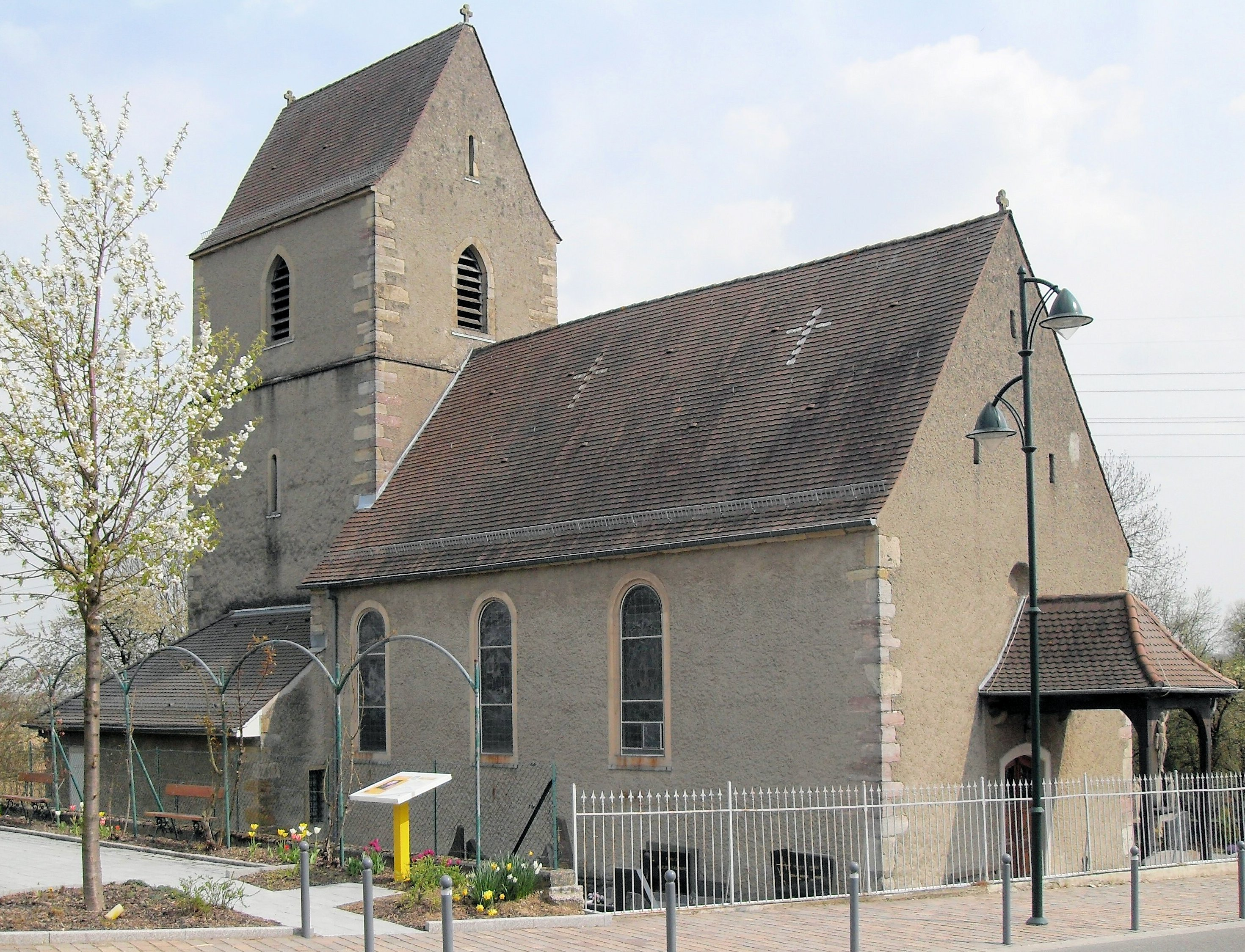
Kirche St. Peter und Paul in Stetten